# Nagroda Prezesa Stowarzyszenia Filmowców Polskich na Festiwalu Polskich Filmów Fabularnych
Nagroda Prezesa Stowarzyszenia Filmowców Polskich na Festiwalu Polskich Filmów Fabularnych w  Gdyni jest nagrodą pozaregulaminową, przyznawana w konkursie głównym od 1999 roku, za twórcze przedstawienie rzeczywistości. W latach 1974–1998, 2009–2010 nagrody nie przyznawano.

## Laureaci nagrody

### 1999
- 1999: Tydzień z życia mężczyzny Jerzego Stuhra

### 2000-2008
- 2000: Gra w cyklu Wielkie rzeczy Krzysztofa Krauzego
- 2001: Weiser Wojciecha Marczewskiego
- 2002: Dzień świra Marka Koterskiego
- 2003: Warszawa Dariusza Gajewskiego
- 2004: Wesele Wojciecha Smarzowskiego
- 2005: Barbórka Macieja Pieprzycy
- 2006: Wszyscy jesteśmy Chrystusami Marka Koterskiego
- 2007: Aleja gówniarzy Piotra Szczepańskiego
- 2008: 0 1 0 Piotra Łazarkiewicza